# Dommartin-Dampierre
Pour les articles homonymes, voir Dommartin et Dampierre.
Dommartin-Dampierre est une commune française, située dans le département de la Marne en région Grand Est.

## Géographie

### Communes limitrophes
| Valmy      | Braux-Sainte-Cohière | Chaudefontaine |
| Gizaucourt | Dommartin-Dampierre  | Argers         |
| Voilemont  |                      | Élise-Daucourt |

La commune est située sur les bords de la Yèvre et de l'Auve.

### Hydrographie
La commune est dans la région hydrographique « la Seine du confluent de l'Oise (inclus) à l'embouchure » au sein du bassin Seine-Normandie. Elle est drainée par l'Auve, l'Yevre, le Fossé 01 de la commune de Chaudefontaine, divers bras de l'Auve et divers autres petits cours d'eau,.
L'Auve, d'une longueur de 20 km, prend sa source dans la commune de Auve et se jette  dans l'Aisne à Sainte-Menehould, après avoir traversé huit communes. Les caractéristiques hydrologiques de l'Auve sont données par la station hydrologique située sur la commune. Le débit moyen mensuel est de 1,37 m3/s. Le débit moyen journalier maximum est de 6,89 m3/s, atteint lors de la crue du 22 mars 2001. Le débit instantané maximal est quant à lui de 7,25 m3/s, atteint le même jour.
L'Yèvre, d'une longueur de 17 km, prend sa source dans la commune de Somme-Yèvre et se jette  dans divers bras de l'Auve sur la commune, après avoir traversé six communes. 

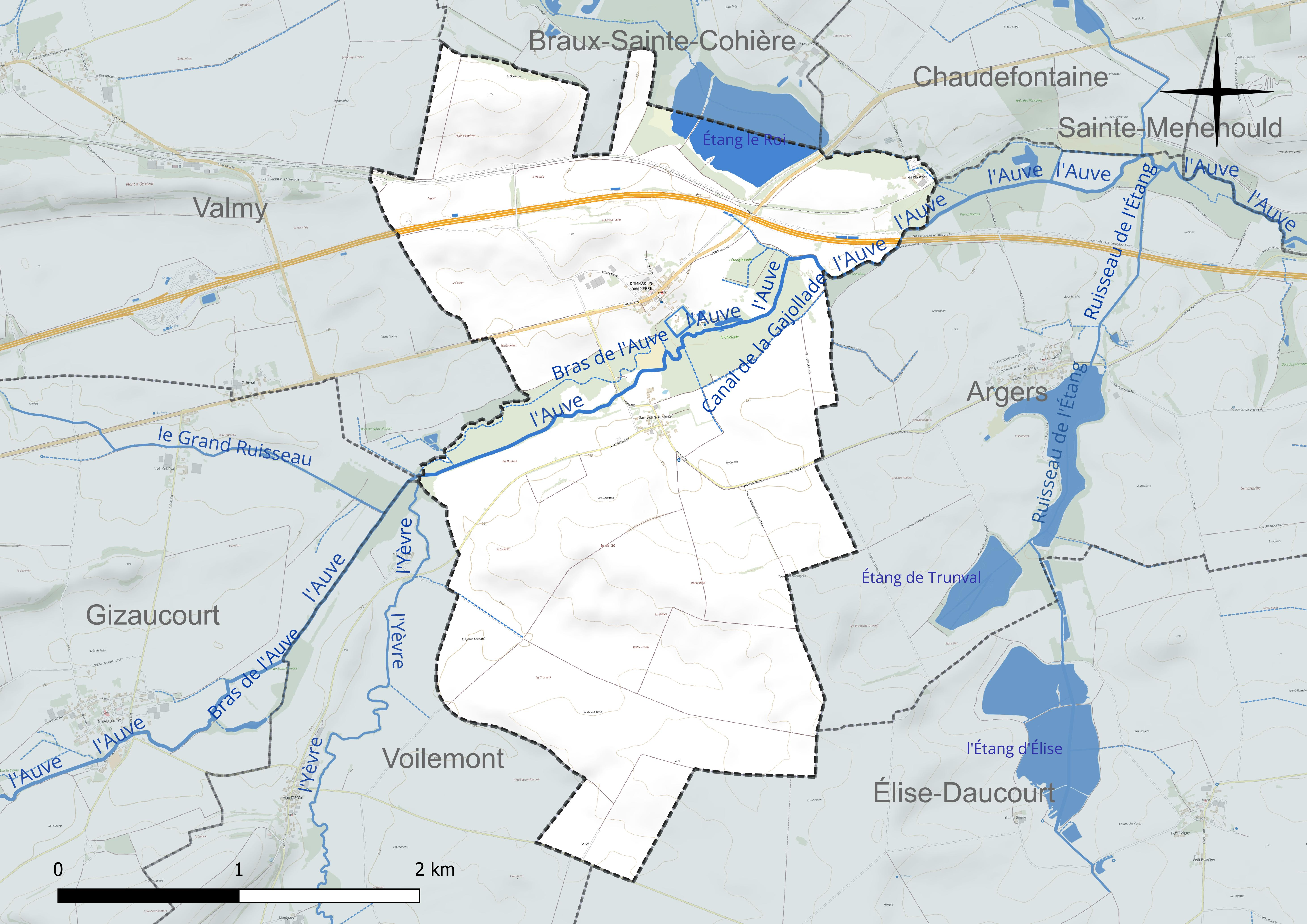
Réseau hydrographique de Dommartin-Dampierre.

Un plan d'eau complète le réseau hydrographique : l'étang le Roi, d'une superficie totale de 34,4 ha (15,4 ha sur la commune),.

### Climat
Pour des articles plus généraux, voir Climat du Grand Est et Climat de la Marne.
En 2010, le climat de la commune est de type climat des marges montargnardes, selon une étude du Centre national de la recherche scientifique s'appuyant sur une série de données couvrant la période 1971-2000. En 2020, Météo-France publie une typologie des climats de la France métropolitaine dans laquelle la commune est exposée à un climat océanique altéré et est dans la région climatique  Nord-est du bassin Parisien, caractérisée par un ensoleillement médiocre, une pluviométrie moyenne régulièrement répartie au cours de l’année et un hiver froid (3 °C). 
Pour la période 1971-2000, la température annuelle moyenne est de 10,1 °C, avec une amplitude thermique annuelle de 15,6 °C. Le cumul annuel moyen de précipitations est de 855 mm, avec 12,9 jours de précipitations en janvier et 9 jours en juillet. Pour la période 1991-2020, la température moyenne annuelle observée sur la station météorologique de Météo-France la plus proche, « Argers », sur la commune d'Argers à 2 km à vol d'oiseau, est de 10,9 °C et le cumul annuel moyen de précipitations est de 739,4 mm. 
La température maximale relevée sur cette station est de 41,1 °C, atteinte le 25 juillet 2019 ; la température minimale est de −17,5 °C, atteinte le 20 décembre 2009,,. 
Les paramètres climatiques de la commune ont été estimés pour le milieu du siècle (2041-2070) selon différents scénarios d'émission de gaz à effet de serre à partir des nouvelles projections climatiques de référence DRIAS-2020. Ils sont consultables sur un site dédié publié par Météo-France en novembre 2022.

## Urbanisme

### Typologie
Au 1er janvier 2024, Dommartin-Dampierre est catégorisée commune rurale à habitat très dispersé, selon la nouvelle grille communale de densité à sept niveaux définie par l'Insee en 2022.
Elle est située hors unité urbaine. Par ailleurs la commune fait partie de l'aire d'attraction de Sainte-Menehould, dont elle est une commune de la couronne,. Cette aire, qui regroupe 50 communes, est catégorisée dans les aires de moins de 50 000 habitants,.

### Occupation des sols
L'occupation des sols de la commune, telle qu'elle ressort de la base de données européenne d’occupation biophysique des sols Corine Land Cover (CLC), est marquée par l'importance des territoires agricoles (84,4 % en 2018), une proportion identique à celle de 1990 (84,4 %). La répartition détaillée en 2018 est la suivante : 
terres arables (79,9 %), forêts (8,9 %), prairies (4,4 %), zones urbanisées (3,1 %), eaux continentales (2,2 %), milieux à végétation arbustive et/ou herbacée (1,4 %), zones industrielles ou commerciales et réseaux de communication (0,1 %). L'évolution de l’occupation des sols de la commune et de ses infrastructures peut être observée sur les différentes représentations cartographiques du territoire : la carte de Cassini (XVIIIe siècle), la carte d'état-major (1820-1866) et les cartes ou photos aériennes de l'IGN pour la période actuelle (1950 à aujourd'hui).

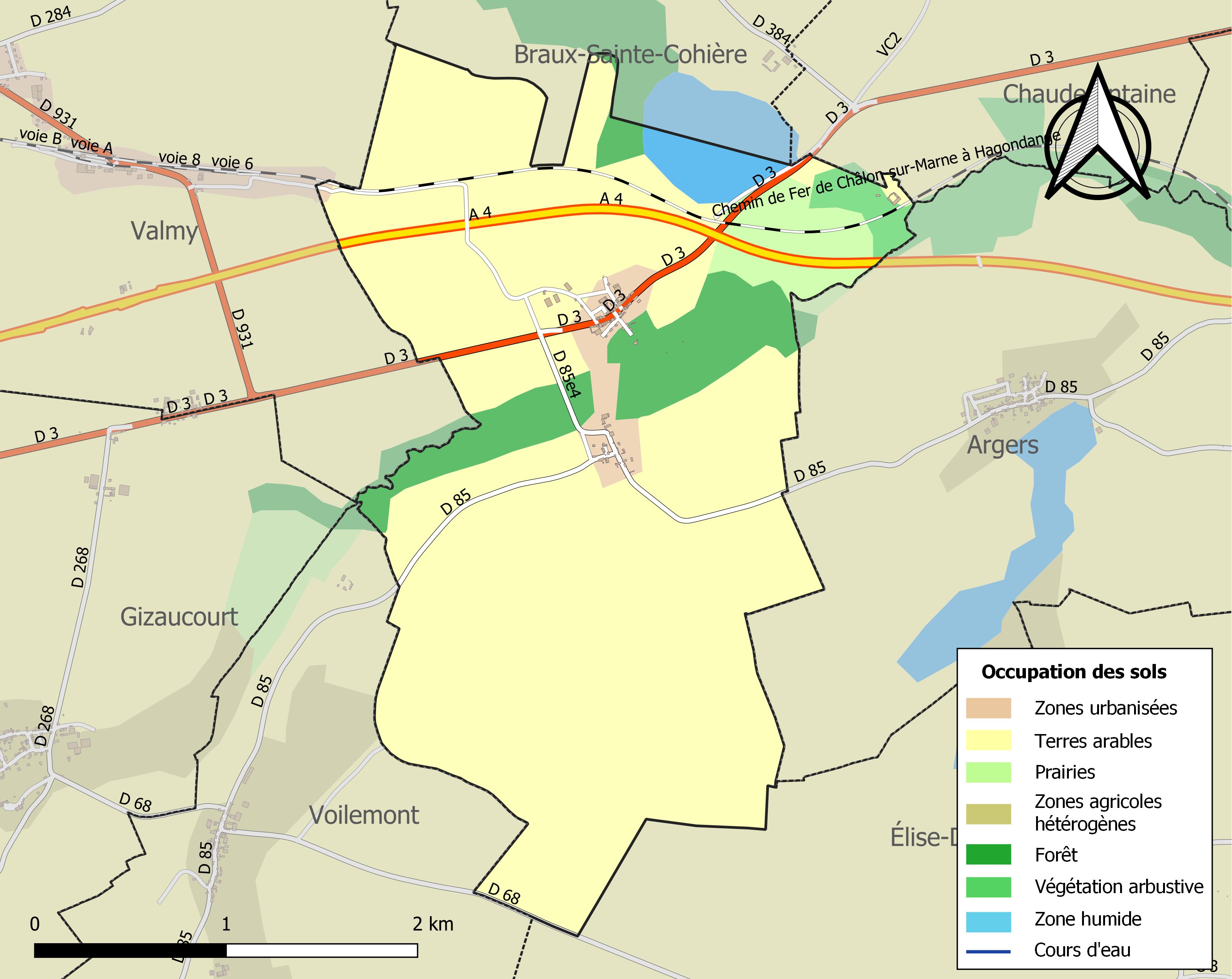
Carte des infrastructures et de l'occupation des sols de la commune en 2018 (CLC).

## Toponymie
Dommartin est attesté sous les formes Domnus Martinus super Arvam (1132) ; Danmartinus super Alvam (1218) ; Domnus Martinus super Alvam (vers 1230) ; Dompnus Martinus (1250) ; Dammartin-sur-Aube, Domartin-sur-Auve (vers 1274) ; Dommartin-sur-Auve (vers 1300) ; Dompmartin-sur-Aulve (1309) ; Dontmartin-sur-Auve (1310) ; Dommartin-sur-Aulve (1367) ; Dommartin-sur-Aube (1392) ; Dommartin-à-la-Planchette (1396) ; Dommartin-la-Planchette (1396) ; Dompmartin-sur-Auve (1446) ; Dompmartin-à-la-Plancete (1498) ; Donnus Martinus ad Planch (1542) ; Domnus Martinus ad Plancas (1557) ; Donpmartin-la-Planchette (1574) ; Dompmartin-sur-Aulve, autrement dict la Planchette (1575).

L'origine du nom de Dommartin date du haut Moyen Âge. Il se compose du latin dominus, qui aboutit à Dom, titre honorifique donné à un noble ou à un ecclésiastique. Cette formation toponymique est répandue surtout dans l'est de la France, de la Lorraine à la Suisse romande, mais on la trouve aussi au Pays Basque. La seconde partie du nom fait allusion à saint Martin (env. 316-env. 397), originaire de Pannonie (Hongrie) et qui fut évêque de Tours.
Dampierre est attesté sous les formes Domnus Petrus super Arvam (1132) ; Dampetra (1181) ; Dampierre, Dampierre-sur-Auve et sur-Alve (vers 1222) ; Dampetra super Alvam (1223) ; Dampetra super Albam (1231) ; Dampna Petra super Alvam (1235) ; Domnipetra super Auvam (1236) ; Domnipetra super Alvvam (1237) ; Donna Petra super Alvam (vers 1252) ; Dampetrum super Alvam (1256) ; Dampierre-sur-Aulve (1392) ; Dampierre-sur-Alve (1416) ; Dampierre-sur-Aube (1567) ; Dampierre-sur-Auve.

Dampierre est un hagiotoponyme caché : Du bas latin dominus et du nom de saint Petrus.

## Histoire
Les communes de Dommartin-la-Planchette et de Dampierre-sur-Auve ont été réunies en 1967.

## Politique et administration
Par décret du 29 mars 2017, l'arrondissement de Sainte-Menehould est supprimée et la commune est intégrée le 31 mars 2017 à l'arrondissement de Châlons-en-Champagne.

### Intercommunalité
La commune, antérieurement membre de la communauté de communes de la Région de Sainte-Menehould, est membre, depuis le 1er janvier 2014, de la CC de l'Argonne Champenoise.
En effet, conformément au schéma départemental de coopération intercommunale de la Marne du 15 décembre 2011, cette communauté de communes de l'Argonne Champenoise est issue de la fusion, au 1er janvier 2014,  de : 
- la communauté de communes du Canton de Ville-sur-Tourbe ;
- de la communauté de communes de la Région de Givry-en-Argonne ;
- et de la communauté de communes de la Région de Sainte-Menehould.

Les communes isolées de Cernay-en-Dormois, Les Charmontois, Herpont et Voilemont ont également rejoint l'Argonne Champenoise à sa création.

### Liste des maires
| Période                                  | Période                      | Identité        | Étiquette | Qualité      |
| ---------------------------------------- | ---------------------------- | --------------- | --------- | ------------ |
| Les données manquantes sont à compléter. |                              |                 |           |              |
| avant 1876                               | après 1877                   | Prinet          |           | de Dampierre |
| mars 2001                                | 2014                         | Nicolas Maille  |           |              |
| 2014                                     | En cours (au 4 juillet 2014) | Michel Bontemps |           |              |

## Démographie
L'évolution du nombre d'habitants est connue à travers les recensements de la population effectués dans la commune depuis 1793. Pour les communes de moins de 10 000 habitants, une enquête de recensement portant sur toute la population est réalisée tous les cinq ans, les populations de référence des années intermédiaires étant quant à elles estimées par interpolation ou extrapolation. Pour la commune, le premier recensement exhaustif entrant dans le cadre du nouveau dispositif a été réalisé en 2008.

En 2022, la commune comptait 75 habitants, en évolution de +4,17 % par rapport à 2016 (Marne : −1,19 %, France hors Mayotte : +2,11 %).
| 1793 | 1800 | 1806 | 1821 | 1831 | 1836 | 1841 | 1846 | 1851 |
| ---- | ---- | ---- | ---- | ---- | ---- | ---- | ---- | ---- |
| 49   | 42   | 56   | 75   | 102  | 144  | 142  | 154  | 140  |

| 1856 | 1861 | 1866 | 1872 | 1876 | 1881 | 1886 | 1891 | 1896 |
| ---- | ---- | ---- | ---- | ---- | ---- | ---- | ---- | ---- |
| 121  | 121  | 115  | 128  | 129  | 118  | 113  | 106  | 103  |

| 1901 | 1906 | 1911 | 1921 | 1926 | 1931 | 1936 | 1946 | 1954 |
| ---- | ---- | ---- | ---- | ---- | ---- | ---- | ---- | ---- |
| 98   | 123  | 108  | 85   | 88   | 95   | 80   | 108  | 75   |

| 1962 | 1968 | 1975 | 1982 | 1990 | 1999 | 2006 | 2008 | 2013 |
| ---- | ---- | ---- | ---- | ---- | ---- | ---- | ---- | ---- |
| 57   | 83   | 78   | 83   | 95   | 70   | 72   | 72   | 69   |

| 2018 | 2022 | - | - | - | - | - | - | - |
| ---- | ---- | - | - | - | - | - | - | - |
| 67   | 75   | - | - | - | - | - | - | - |

## Personnalités liées à la commune
- Esterhazy, Marie-Charles-Ferdinand Walsin (1847-1923) ; l'Affaire Dreyfus.

## Sources